# Yoshirō Imaeda
Yoshirō Imaeda (今枝 由郎, Imaeda Yoshirō), né en 1947, est un tibétologue japonais installé en France où il est directeur de recherches émérite au Centre national de la recherche scientifique.

## Biographie
Né dans la préfecture d'Aichi, Imaeda est diplômé de la faculté de lettres de l'université Ōtani où il étudie auprès de Shoju Inaba sur les conseils duquel il poursuit des études supérieures en France où il obtient son doctorat à Paris VII. Il commence à travailler au CNRS en 1974. Entre 1981 et 1990, il travaille comme conseiller auprès de la Bibliothèque nationale du Bhoutan. En 1995, il a été professeur invité à l'université de Californie à Berkeley et a également occupé un poste de professeur invité à l'université Columbia.
Ses recherches ont porté sur les documents tibétains Dunhuang mais il a également traduit les poèmes de Tsangyang Gyatso, le 6e dalaï-lama, et produit un catalogue de textes Kangyur.

## Publications (sélection)
- Kuløy, Hallvard Kȧre and Yoshiro Imaeda (1986). Bibliography of Tibetan studies. Narita: Naritasan Shinshōji.
- Imaeda, Yoshiro (1988). Papermaking in Bhutan. Kasama: Cannabis Press.
- Imaeda, Yoshiro (2008). Enchanted by Bhutan. Thimphu : KMT Publishers, 2008.
- Imaeda, Yoshiro, Matthew Kapstein, and Tsuguhito Takeuchi, eds. (2011). New studies of the old Tibetan documents : philology, history and religion. Tokyo: Research Institute for Languages and Cultures of Asia and Africa, Tokyo University of Foreign Studies.